# Gryllacris barnesi
Gryllacris barnesi är en insektsart som beskrevs av Lucien Chopard 1937. Gryllacris barnesi ingår i släktet Gryllacris och familjen Gryllacrididae. Inga underarter finns listade i Catalogue of Life.